# Надін Ерцегович
Надін Ерцегович (нар. 2 лютого 1973) — колишня хорватська тенісистка.
Найвищу одиночну позицію світового рейтингу — 61 місце досягла 24 травня 1993, парну — 215 місце — 26 липня 1993 року.
Здобула 3 одиночні титули туру ITF.
Найвищим досягненням на турнірах Великого шолома було 2 коло в одиночному розряді.
Завершила кар'єру 1996 року.

## Фінали ITF
| турніри $25,000 |
| турніри $10,000 |

### Одиночний розряд: 4 (3–1)
| Результат | Ранг | Дата            | Турнір                         | Покриття | Суперниця     | Рахунок  |
| --------- | ---- | --------------- | ------------------------------ | -------- | ------------- | -------- |
| Перемога  | 1    | 19 лютого 1990  | ITF Мельбурн, Австралія        | Тверде   | Ніколь Пратт  | 6–1, 7–5 |
| Перемога  | 2    | 14 травня 1990  | ITF Марса, Мальта              | Ґрунт    | Юлія Апостолі | 6–3, 6–2 |
| Поразка   | 3    | 18 березня 1991 | ITF Бол, Югославія             | Ґрунт    | Софі Альбінус | 2–6, 4–6 |
| Перемога  | 4    | 10 червня 1991  | ITF Мондорф-ле-Бен, Люксембург | Ґрунт    | Радка Бобкова | 7–6, 7–5 |

### Парний розряд: 1 (0–1)
| Результат | Ранг | Дата           | Турнір              | Покриття | Партнерка      | Суперниці                                | Рахунок       |
| --------- | ---- | -------------- | ------------------- | -------- | -------------- | ---------------------------------------- | ------------- |
| Поразка   | 1    | 30 жовтня 1989 | ITF Мекнес, Марокко | Ґрунт    | Мая Палавершич | Мерете Баллінґ-Стокман Пернілла Соренсен | 1–6, 6–2, 4–6 |